# Moussa ag Amastan
Moussa ag Amastan, né en 1867 et mort le 23 décembre 1920, est l'amenokal (chef touareg) du Hoggar, en Algérie qui est resté à la tête de la confédération des Kel Ahaggar de 1905 à 1920. Il fait partie de la tribu noble des Kel Ghela.

## Biographie
De religion musulmane, il est décrit comme « fervent » dans sa pratique religieuse par Charles de Foucauld et Maurice Benhazera. Affilié d'abord à la Tijaniyya, il se rapproche vers l'âge de 30 ans du religieux qadirite Bay al-Kunti qui réside à Téleya dans l'Adrar des Ifoghas et qui devient pour lui une source de conseils spirituels.
En 1901 Moussa ag Amastan fait partie de la coalition Kel Ahaggar qui mène un rezzou contre les Berabich de l'Azaouad soumis aux autorités française de Tombouctou.
En 1902, Mohammed ag Gheli, un homme de mère touarègue et de père arabe, fut attaqué et dévalisé par plusieurs Kel Ghela. Il alla se plaindre aux autorités françaises, pour lesquelles il travaillait depuis plusieurs années. Les militaires prirent ce prétexte pour confier une expédition punitive au lieutenant Cottenest. Le 7 mai 1902, la bataille de Tit vit périr plusieurs dizaines de Touaregs sous le feu des auxiliaires arabes de Cottenest. Moussa ag Amastan n'avait pas pris part à la bataille et avait déconseillé aux siens de la livrer, car il savait que le rapport de forces leur serait défavorable.
Le 19 janvier 1904, après plusieurs échanges d'émissaires avec les Français, Moussa ag Amastan se rendit à In Salah pour parlementer avec le capitaine Métois, subordonné direct du commandant François-Henry Laperrine. Métois posa des conditions relativement modérées à son interlocuteur. Les instructions écrites qu'il lui remit ne parlaient pas de soumission mais seulement des « conditions dans lesquelles le Gouvernement français accepte sa collaboration ». Moyennant quoi, Métois lui décerna le titre d'amenokal, ce qui n'aurait certainement pas suffi à le faire reconnaître comme tel par les siens si, lassés du fait que les Français leur interdisaient d'accéder aux oasis où ils pouvaient commercer, ils ne s'étaient pas rapidement ralliés à lui. Désormais, les Kel Ahaggar allaient être les alliés de la France dans le Sahara, encore que beaucoup d'entre eux aient préféré faire défection et se retirer en zone insoumise. Laperrine désapprouva la modération de son subordonné, et dès l'année suivante, Dinaux, le successeur de Métois, fit comprendre à Moussa ag Amastan qu'il était le subordonné des Français et non leur allié.
Sa rencontre en 1905 avec Charles de Foucauld, qui accompagnait la colonne Dinaux et allait bientôt s'installer à Tamanrasset, fut le départ d'une longue amitié, bien qu'il ait d'abord été réticent à l'idée qu'un religieux chrétien s'installât en pays touareg.
En 1907, commence alors la construction de la résidence en dur de l'aménokal . Trois ans plus tard, à l'été 1910, Moussa ag Amastan fait un voyage en France, la "Mission Touareg", durant lequel il visita Paris et sa province, avant de passer quelques jours en Bourgogne, au château de Barbirey, chez la sœur du Père de Foucauld, Marie de Blic.
Il s'est battu aux côtés des Français contre Kaocen et le sultan Tegama, lors de la révolte de l'Aïr en 1916-1917, mais il semble cependant, que, au début de l'année 1917, il ait hésité sur la conduite à suivre et ait pris langue avec Kaocen. Il a préféré la voie de la conciliation avec l'occupant.
Son amour pour sa cousine Dâssîne-oult-Yemma a inspiré des poèmes dont quelques-uns ont été recueillis et traduits par Charles de Foucauld. En 1924, Angèle Maraval-Berthoin a adapté en roman des poèmes qu'elle a présentés comme ayant été composés par lui. De cette version littéraire même il a été tiré un film, Les Quatre Portes du Désert, avec sujet et mise en scène d'Antonello Padovano (en) (2004) avec Aure Atika comme Dassine.

## Citations
« Je ne pourrais pas vivre ici. Vous avez de la chance de les (toutes ces belles choses) posséder et de savoir vous en servir. Remerciez Dieu chaque jour. Il a été bon pour vous. ».
« J'ai pleuré et j'ai versé beaucoup de larmes, et je suis en grand deuil. Sa mort m'a fait beaucoup de peine...
Charles, le marabout, n'est pas mort que pour vous autres seuls, il est mort aussi pour nous tous. Que Dieu lui donne la miséricorde et que nous nous rencontrions avec lui au Paradis.   »
(Lettre du 13 décembre 1916 à Marie de Blic, sœur de Charles de Foucauld)